# Batflyer
Batflyer is de naam van een hangend achtbaanmodel dat omsteeks het jaar 2000 door de Nederlandse achtbaanbouwer Caripro geproduceerd werd. Er zijn in totaal 7 Batflyers gebouwd. Dit kleine aantal is te wijten aan het faillissement van het bedrijf Caripro in augustus 2001.

## Standaard baanverloop
Op een Batflyer-achtbaan rijden gondels die plaats bieden aan twee personen achter elkaar. De standaard Batflyer is een enkele achtbaan of een tweelingachtbaan met een verticale lift die de bezoekers tot op het hoogste punt tilt. De baan is dus niet gesloten. Eenmaal boven wordt de gondel losgelaten en rijdt hij de baan op, waarna hij naar beneden rijdt in een aangepast traject dat het park dat de baan plaatst zelf kan kiezen.

## Gebouwde exemplaren

### Prototype
Als prototype voor dit model wordt Batflyer in Duinrell gezien, met bouwjaar 1997. Echter was deze baan een grote flop: op sommige plaatsen gingen de gondels te snel, en na de rit bleken ze niet meer genoeg snelheid te hebben om terug tot in het station te rijden. De mogelijkheden werden grondig onderzocht, maar zonder succes en de baan werd weer afgebroken in 2002 en verkocht aan een oud ijzerhandelaar. Opmerkelijk: de gondels werden naar boven getakeld zoals op een kabelbaan, er werd dus geen gebruik gemaakt van een verticale lift zoals hierboven beschreven.
Echter is niet zeker of dit wel degelijk het prototype was. In 1996 is er in Lightwater Valley ook een achtbaan geopend die Batflyer heette, en die veel gelijkenissen vertoont met de Batflyer van Caripro: er wordt ook met een lift gewerkt, en de vorm van de baandelen was dezelfde. Anderzijds waren er ook verschillen, namelijk dat de baandelen een kleinere diameter hadden dan die van Caripro's Batflyer, de werking van de lift en het ontwerp van de gondels. Mogelijk was dit een prototype die door Caripro in samenwerking met het park is ontworpen en gebouwd, en heeft deze baan geleid tot het ontstaan van het bedrijf Caripro, maar het is ook mogelijk dat Caripro met deze baan niks te maken heeft. De bouwer van die baan is namelijk onbekend. Feit is wel dat deze baan wél gewerkt heeft.

### Andere
Naast de geflopte Batflyer in Duinrell zijn nog 6 andere Batflyers gebouwd. De eerste daarvan was al meteen de speciaalste: in plaats van een tweelingachtbaan met open track en een verticale lift, is dit een enkele gemotoriseerde achtbaan met een gesloten track. Bovendien is het een darkride: Ziggy's Blast Quest (tot seizoen 2019 bekend als Clone Zone) in  The Milky Way Adventure Park. De baan is gebouwd in 1997 en nog steeds in werking.
Zie onderstaande tabel voor de vijf andere gebouwde Batflyers:
| Naam                                       | Park                         | Bouwjaar | Gegevens                                                                         | Sluitingsjaar / status                                  |
| ------------------------------------------ | ---------------------------- | -------- | -------------------------------------------------------------------------------- | ------------------------------------------------------- |
| Batflyer                                   | Hamanako Pal Pal             | 2001     | Lengte: 278m Hoogte: 14m Enkele achtbaan                                         | 2015, afgebroken                                        |
| Batflyer                                   | Nasu Highland Park           | 2001     | Lengte:147m Snelheid:36 km/u Ritduur: 0:41 Enkele achtbaan                       | In werking                                              |
| Ziggy's Blast Quest (tot 2019: Clone Zone) | The Milky Way Adventure Park | 1997     | Enkele achtbaan Indoorachtbaan Thema:buitenaards leven                           | In werking                                              |
| Scooby's Ghoster Coaster                   | Kings Island                 | 1998     | Enkele achtbaan                                                                  | 2005, afgebroken                                        |
| Spellbreaker                               | Legoland California          | 2000     | Hoogte:12,8m Snelheid:38,6 km/u Capaciteit:400 personen per uur Tweelingachtbaan | 2003 SBNO tot en met 2004 en daarna afgebroken          |
| De Vleermuis                               | Plopsaland De Panne          | 2000     | Hoogte:11m Lengte:170m Tweelingachtbaan                                          | 2018, verkocht aan Trans Studio Bali op het eiland Bali |